# بخش زز و ماهرو
بخش زَز و ماهرو یکی از بخش‌های شهرستان الیگودرز در استان لرستان ایران است. این بخش دارای سه دهستان به نام‌های زیر است:
- دهستان زز شرقی
- دهستان زز غربی
- دهستان ماهرو

## مردم
مردم این بخش لر هستند از ایل بختیاری.

## جمعیت
ززوماهرو منطقه ای عشایری امور عشایر تعداد ۵۰۰۰خانوار عشایری در حوزه شهرستان الیگودرز تردد دارند که از این تعداد بیش از ۵۰ درصد مربوط به بخش ززوماهرو می‌باشند.
در سیل سال ۹۸ در همین بخش دام عشایر بیش از ۵۰۰۰راس تلفات داشته‌است.

## گردشگری
آبشار چکان حسین‌آباد آبشار چونگ شنه وآبشارهای مرتفع و زیبای دیگر، رودخانه‌های پرآب مخصوصاً آب بختیاری و رودخانه زز، طبیعت بکر کیگوران، کوه نیر، کوه سرمال ورحیم خان، کوه اگر، کوه رال، کوه بر آفتاب، کوه میان آب، کوه رباط اشترانکوه، قالی کوه، آتشکده‌های باستانی، طبیعت زیبای شاهرود، قبور شاهرود، امامزاده پیر امام فرزندان امام موسی کاظم (ع)، سراب کیگوران، درهٔ زیبای تنگ تاپله (مسیر دریاچه گهر)، روستای زیبای سرتنگ و تنگ معنا، روستای دره چاه و جله، شاهمکان و کشت ورزه و عشایران بختیاری و صدها جاذبهٔ طبیعی و تاریخی دیگر از جمله زیبایی‌های این منطقهٔ بکر است